# 科爾孫-舍甫琴柯夫斯基區
49°24′56″N 31°13′49″E / 49.41556°N 31.23028°E
科爾孫-舍甫琴柯夫斯基區（烏克蘭語：Корсунь-Шевченківський район）是位於烏克蘭中部切爾卡瑟州的舊區，首府設於科爾孫-舍甫琴柯夫斯基，並於2020年被撤銷。該區面積896.2平方公里，2010年人口45,400，人口密度每平方公里50.66人。
1. ↑  . Міністерство розвитку громад та територій України.   [2022-05-24]. （原始内容存档于2022-02-25） （乌克兰语）.